# Campanula sylvatica
Campanula sylvatica är en klockväxtart som beskrevs av Nathaniel Wallich. Campanula sylvatica ingår i släktet blåklockor, och familjen klockväxter. Inga underarter finns listade i Catalogue of Life.